# Windows Intune
Microsoft Intune è una piattaforma di cloud computing di Microsoft, che è stata introdotta nel luglio 2011 al CeBIT.

## Distribuzione
Intune si rivolge soprattutto alle piccole e medie imprese e service provider che vogliono gestire fino a 500 computer che usano Microsoft Windows. La distribuzione avviene attraverso un sistema di abbonamento in cui il costo mensile fisso è sostenuto per ogni PC. La durata minima di sottoscrizione è un anno. Il pacchetto include il sistema operativo Windows 8 Enterprise. Microsoft offre questo come un incentivo per passare da Windows XP, il cui supporto è stato interrotto nel mese di aprile 2014.

## Funzione
Intune supporta Windows XP Professional con Service Pack 3, Windows Vista o Windows 7 edizioni Professional, Enterprise o Ultimate e Windows 8 Professional o Windows 8 Enterprise. L'amministrazione avviene tramite un'interfaccia web. La console di amministrazione è basata su Microsoft Silverlight v3.0 e consente a Intune di invocare attività remote, come scansioni di malware. Le installazioni vengono crittografate e compresse su Windows Azure Storage.